# NGC 3377
NGC 3377 (również PGC 32249 lub UGC 5899) – galaktyka eliptyczna (E5), znajdująca się w gwiazdozbiorze Lwa. Została odkryta 8 kwietnia 1784 roku przez Williama Herschela. Galaktyka ta należy do Grupy galaktyk Lew I.